# Yechiva Dighet
La yechiva Dighet est une yechiva tunisienne désaffectée, la plus importante du village d'Erriadh sur l'île de Djerba. Elle est située sur la rue Moktar-Attia, au nord de la place de l'Indépendance.

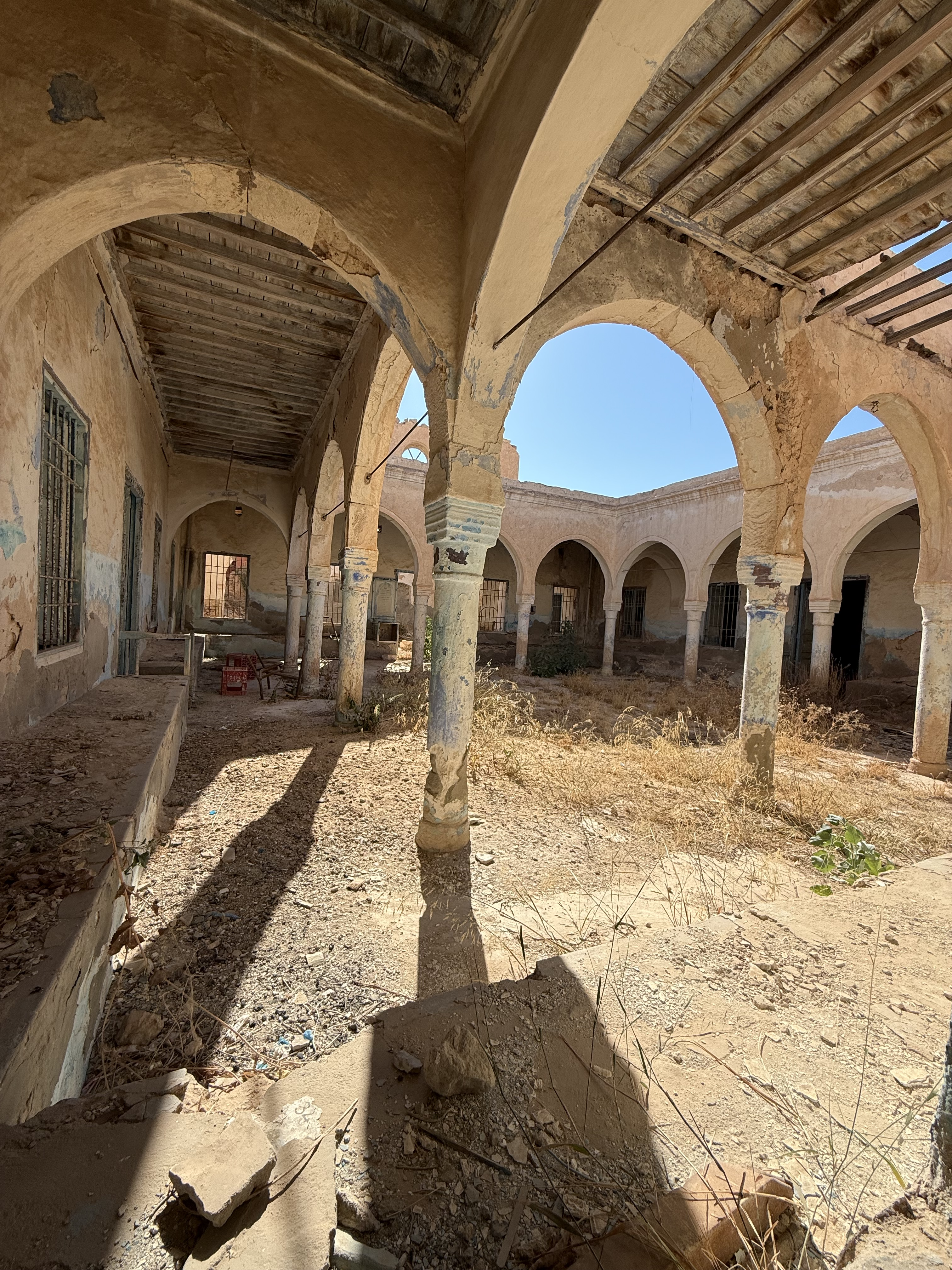
Cour de la yechiva, en 2025.

Construite dans les années 1930 par les fidèles eux-mêmes, son nom renvoie à la porte qui donnait son nom au village, Erriadh étant le nom moderne de l'ancien village juif de Djirt, aussi connu sous le nom de Hara Sghira (« petit quartier »).
Derrière sa façade s'ouvre une cour carrée, bordée de galeries d'arcades à trois arcs, encadrée de chaque côté par une salle destinée aux cours. Au fond de la cour se trouve la salle de prière carrée, coiffée d'un lanterneau à trois baies cintrées et bordée de galeries à trois arcs. Celle-ci donne accès à des salles d'études et des bibliothèques.
Avec le déclin de la communauté juive du village, elle est abandonnée et le bâtiment est désormais dans un état de dégradation avancé. La communauté d'Erriadh est désormais rassemblée à la synagogue de la Ghriba, localisée à la périphérie sud du village.